# Xylocopa aeratus
Xylocopa aeratus är en biart som först beskrevs av Smith 1851. Den ingår i släktet snickarbin och familjen långtungebin. Inga underarter finns listade i Catalogue of Life. Arten förekommer i Australien.

## Beskrivning
Xylocopa aeratus är ett stort, blågrönt metallglänsande bi. Antenner och ben är svarta, medan vingarna är svarta med violett glans. Hanarna har gula markeringar i ansiktet, stora ögon, och gulbrun mellankropp med tre svarta hårband. Honan har en kroppslängd på 15 till 20 mm, hanen på 13 till 18 mm.

## Utbredning
Utbredningsområdet sträcker sig från norra New South Wales längs bergskedjan Great Dividing Range till South Australia där den numera endast finns på ön Kangaroo Island. Den är utdöd både i South Australias fastland (sedan 1896) och Victoria (sedan 1938).

### Hotbild
Främsta hotet mot arten är habitatförlust. Markbränder spelar en roll i detta avseende, även om de även kan gynna arten genom att förse den med tillräckligt med döda träd för bobyggnad. Ett annat hot utgörs av födokonkurrens från införda honungsbin.

## Ekologi
Habitatet utgörs av öppna skogar med snårig undervegetation. Arten är polylektisk, den hämtar nektar från blommande växter från många olika familjer, som tvåhjärtbladiga växter (Hibbertia), myrtenväxter (Eucalyptus och Leptospermum) samt ärtväxter (Pultenaea).
Arten är aktiv när temperaturen är över 20° C.

### Fortplantning och bobyggnad
Bona grävs ut i dött trä. De inrättas på våren, framför allt i grenar av grästrädsarter men även i murkna stammar av myrtenväxterna Melaleuca, de tvåhjärtbladiga växterna i släktet Casuarina och proteaväxterna Banksia. Av de sistnämnda föredrar biet växter angripna av vitröta. Ingångshålen är 8 till 10 mm i diameter. De underliggande gångarna är ofta grenade. Det är vanligt att gamla bon återanvänds och förbättras av sina nya invånare. Längs gångarna finns tunnformade äggceller, var och en innehållande ett ägg och näring i form av bibröd (en halvfast blandning av pollen och nektar). Efter äggläggning och föroleverans stängs cellerna till med söndertuggat trä. De fullbildade bina kläcks på hösten, övervintrar i boet och kommer fram under senvinter till tidig vår, då parningen sker. Hanarna dör under sen vår.

## Bildgalleri

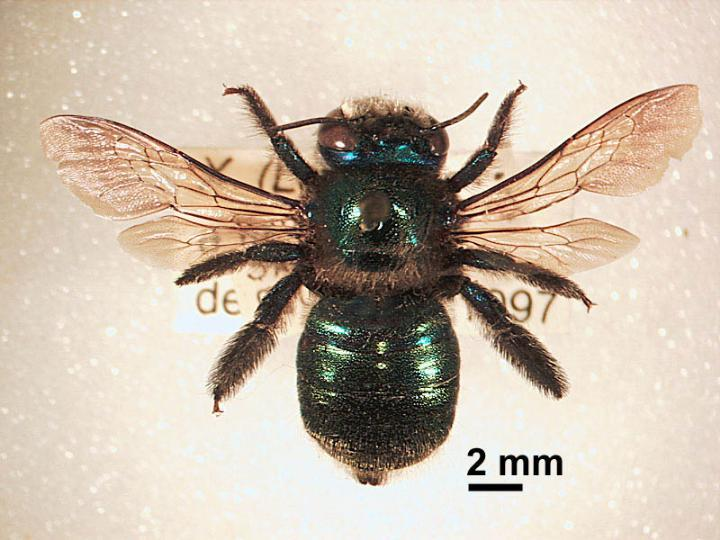
Hona.
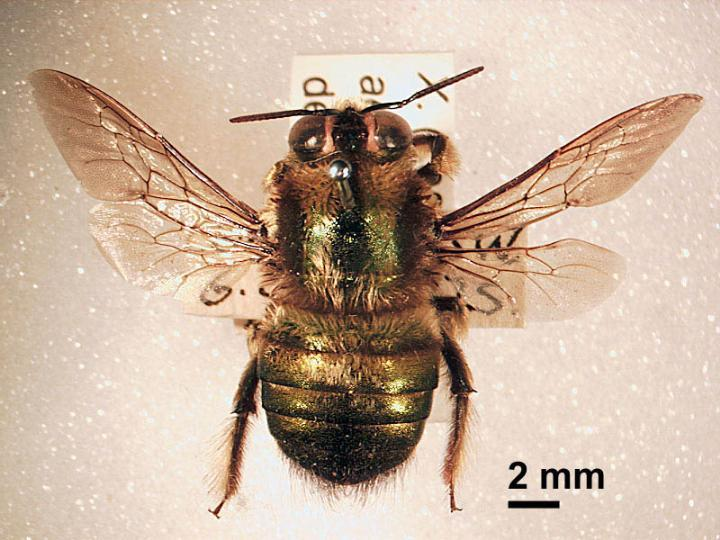
Hane.
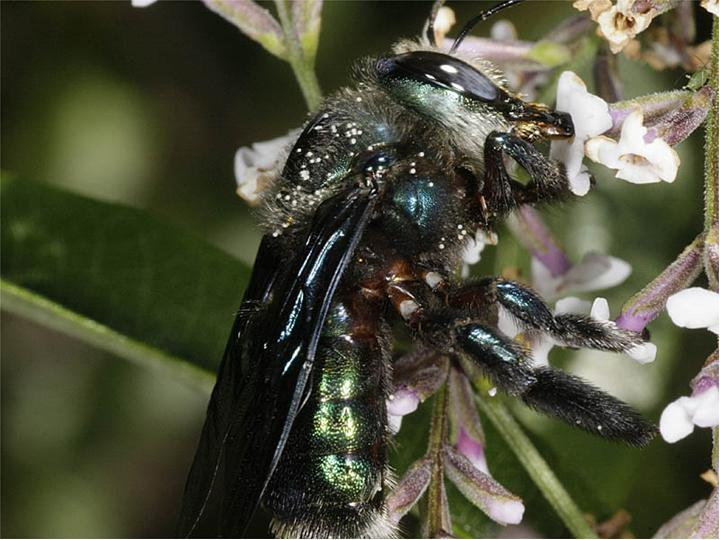
Hane på Aloysia citrodora.
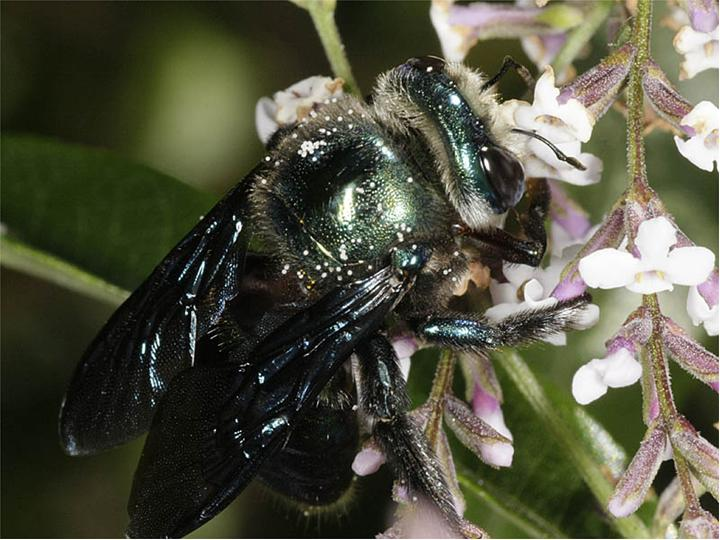
Hane på Aloysia citrodora.